# Xysticus caspicus
Xysticus caspicus är en spindelart som beskrevs av Aleksander Stepanovich Utochkin 1968. Xysticus caspicus ingår i släktet Xysticus och familjen krabbspindlar. Inga underarter finns listade i Catalogue of Life.